# عینک هوشمند

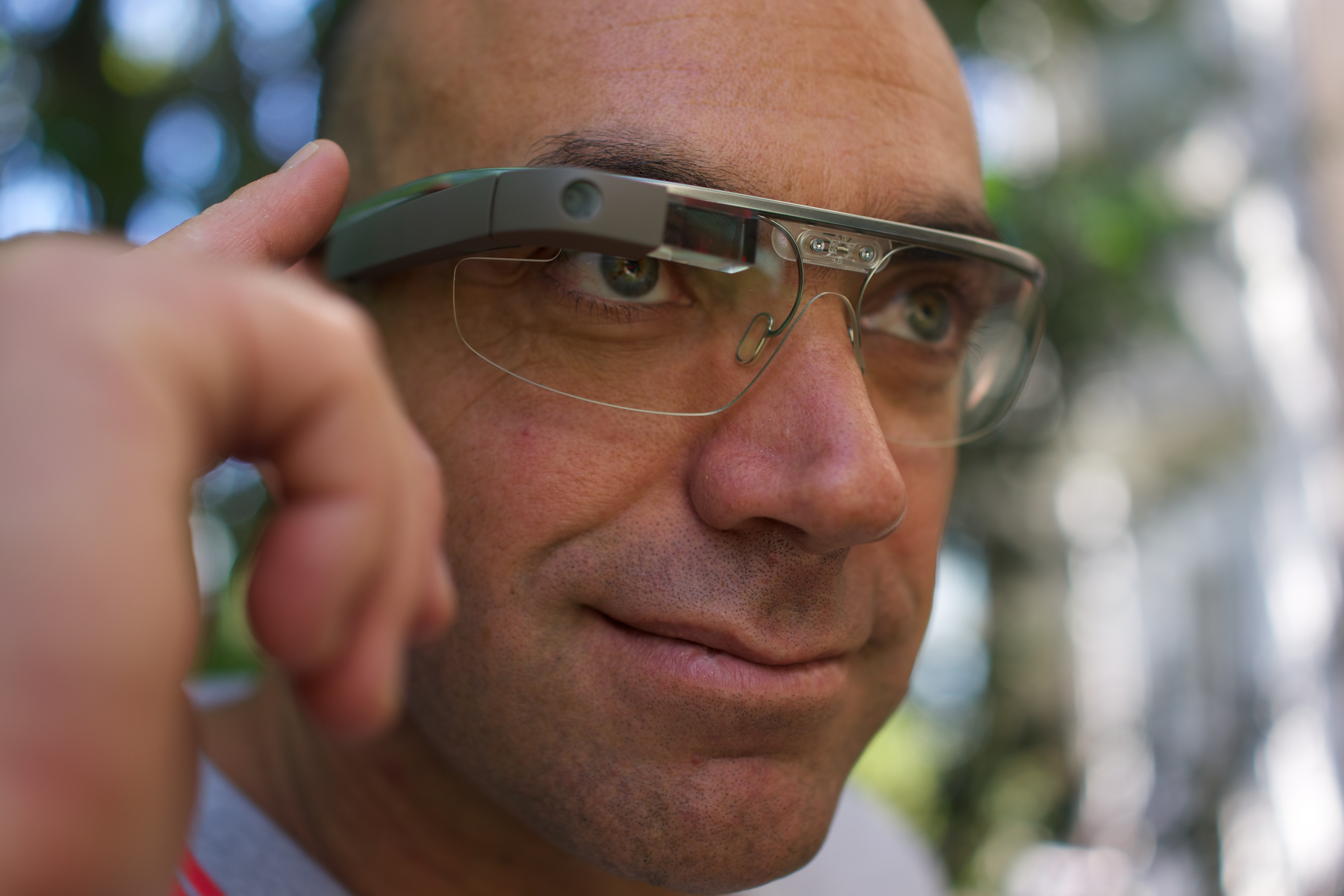
استفاده از پد لمسی ساخته شده در کنار Google Glass 2013 برای برقراری ارتباط با تلفنی کاربر با استفاده از بلوتوث.

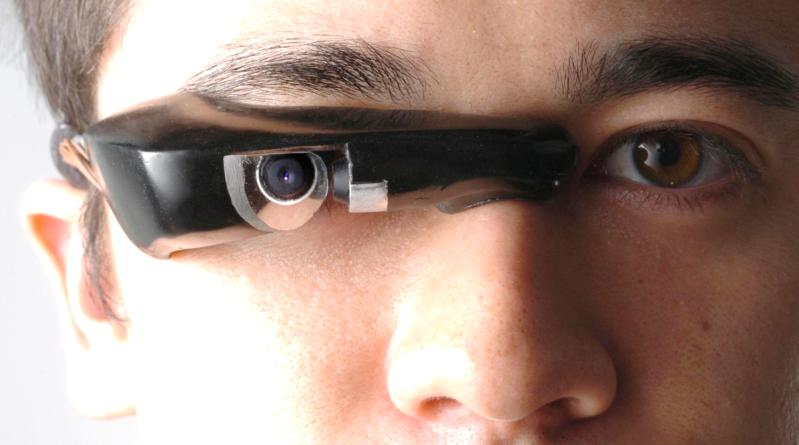
مرد با یک عینک دیجیتال 1998 EyeTap

عینک هوشمند یا عینک‌های هوشمند عینک‌های رایانه‌های هستند که اطلاعاتی را در کنار یا به آنچه پوشنده عینک می‌بیند، اضافه می‌کنند. به‌علاوه، شیشه‌های هوشمند گاهی به عنوان عینک‌های رایانه ای استفاده می‌شوند که می‌توانند خواص نوری خود را در زمان اجرا تغییر دهند. عینک هوشمند می تواند در کنار سایر لوازم خانگی هوشمند مانند تلویزیون هوشمند مورد استفاده قرار گیرد.
عینک آفتابی هوشمند که برای تغییر رنگ با استفاده از وسایل الکترونیکی برنامه‌ریزی شده‌است، نمونه ای از نوع دوم از شیشه‌های هوشمند است. قرار دادن اطلاعات در یک میدان دید از طریق یک صفحه نمایش نوری (OHMD) یا عینک بی‌سیم تعبیه شده با صفحه نمایش شفاف (HUD) یا واقعیت افزوده (AR) که توانایی بازتاب تصاویر دیجیتال را نیز به کاربر می‌دهد، به دست می‌آید و همچنین اجازه می‌دهد تا مخاطب را از طریق آن ببینید،
در حالی که مدل‌های اولیه می‌توانند وظایف اساسی را انجام دهند، یعنی مثلاً فقط به عنوان صفحه نمایش جلویی برای یک سیستم از راه دور مورد استفاده قرار می‌گیرد.
همان‌طور که در مورد عینک‌های هوشمند با استفاده از تکنولوژی تلفن همراه یا Wi-Fi، عینک هوشمند مدرن، رایانه‌های مجهزی هستند که می‌توانند برنامه‌های تلفن همراه را اجرا کنند. بعضی از آن‌ها هندزفری هستند که می‌توانند با استفاده از دستورهای صوتی زبان طبیعی از طریق اینترنت ارتباط برقرار کنند، در حالی که بقیه از دکمه‌های لمسی استفاده می‌کنند.
عینک‌های هوشمند، مانند دیگر کامپیوترها ممکن است اطلاعات را از سنسورهای داخلی یا خارجی جمع‌آوری کند. ممکن است داده‌ها را از ابزار یا رایانه دیگر کنترل یا بازیابی کند.
عموماً فناوری‌های بی‌سیم مانند بلوتوث، Wi-Fi و GPS را پشتیبانی می‌کنند. در حالی که تعداد کمی از مدل‌ها، یک سیستم عامل تلفن همراه را اجرا می‌کنند و به عنوان دستگاه پخش رسانه ای قابل حمل برای ارسال فایل‌های صوتی و تصویری به کاربر از طریق یک هدست بلوتوث یا وایرلس عمل می‌کنند.
برخی از مدل‌های عینک‌های هوشمند، همچنین ویژگی ثبت وقایع و قابلیت ثبت فعالیت روزانه کاربر را دارا می‌باشند.
چنین عینک‌هایی ممکن است تمام ویژگی‌های یک گوشی هوشمند را داشته باشد.
بعضی از ویژگی‌های ردیاب فعالیت کاربر (همچنین به عنوان " ردیاب تناسب اندام" شناخته شده) است که در برخی از ساعت‌های GPS دیده می‌شود.

## امکانات و برنامه‌های کاربردی
همانند سایر دستگاه‌های ثبت وقایع و ردیابی فعالیت، دستگاه ردیابی GPS و دوربین دیجیتال برخی از عینک‌های هوشمند، می‌توانید برای ضبط داده‌های تاریخی استفاده شود. برای مثال، پس از اتمام تمرین، داده‌ها را می‌توان بر روی یک کامپیوتر یا آنلاین بارگیری کرد تا یک گزارش از فعالیت‌های ورزشی برای تجزیه و تحلیل ایجاد شود.
برخی از ساعت‌های هوشمند می‌توانند به عنوان دستگاه‌های ناوبری GPS کامل، نمایش نقشه‌ها و مختصات جاری عمل کنند. کاربران می‌توانند مکان فعلی خود را «علامت گذاری» کنند و سپس نام و مختصات ورودی را ویرایش کنند، که ناوبری را بر روی این مختصات جدید ممکن می‌سازد.
اگر چه برخی از مدل‌های عینک‌های هوشمند ساخته شده در قرن بیست و یکم، کاملاً کاربردی و به عنوان محصولات مستقل هستند، اکثر تولیدکنندگان توصیه می‌کنند یا حتی اجبار می‌کنند که مصرف‌کنندگان گوشی‌های تلفن همراه از سیستم عامل مشابه استفاده کنند، به طوری که بتوان دو دستگاه را برای عملکردهای دیگر و همگام سازی استفاده کرد.
عینک هوشمند می‌تواند به عنوان یک برنامه اضافی برای نمایش سر صفحه (HUD) یا کنترل از راه دور گوشی کار کند و به کاربر برای داده‌های ارتباطی مانند تماس‌ها، پیام‌های SMS، ایمیل‌ها و یادآوری‌های تقویم هشدار می‌دهد.

### برنامه‌های امنیتی
عینک هوشمند می‌تواند به عنوان یک دوربین بدن استفاده شود. در سال ۲۰۱۸، پلیس چین در ژنگ ژو از عینک‌های هوشمند برای گرفتن عکس استفاده کرد که با یک پایگاه داده دولتی با استفاده از تشخیص چهره برای شناسایی مظنونان، بازیابی یک آدرس و پیگیری افراد در خارج از مناطق خانگی آن‌ها، مورد استفاده قرار گردید.
چندین مدرک از مفهوم عینک گوگل در مراقبت‌های بهداشتی ارائه شده‌است.
در ماه ژوئیه ۲۰۱۳، Lucien Engelen تحقیقات در مورد قابلیت استفاده و تأثیر عینک گوگل در مراقبت‌های بهداشتی آغاز کرد.
از اوت ۲۰۱۳، Engelen، که در دانشگاه Singularity و در اروپا در مرکز پزشکی دانشگاه رادبود مستقر است، اولین متخصص بهداشت و درمان در اروپا است تا در برنامه کاشف عینک شرکت کند. تحقیق او در مورد عینک گوگل (از تاریخ ۹ اوت ۲۰۱۳) در اتاق‌های عملیاتی، آمبولانس، هلیکوپتر تروما، تمرین عمومی و مراقبت در منزل و همچنین استفاده در حمل و نقل عمومی برای آسیب دیدگی بصری یا جسمی انجام شد.
تحقیق او شامل گرفتن عکس‌ها، پخش ویدئوها به مکان‌های دیگر، اعطای مجوز عملیات و مشاوره تلفنی از طریق تماس بود. Engelen یافته‌های خود را در وبلاگ‌ها، فیلم‌ها، تصاویر، در توییتر، و در گوگل ثبت کرده‌است و هنوز ادامه دارد.
یافته‌های کلیدی پژوهش Engelen شامل:
1. کیفیت تصاویر و ویدیو برای آموزش بهداشت، به‌عنوان مرجع و مشاوره از راه دور قابل استفاده است. برای اکثر مراحل عمل دوربین باید یه زاویه متفاوت[۳۶] کج شود
2. تله مشاوره ممکن است بسته به پهنای باند در دسترس، در طول عملیات عمل کند.[۳۷]
3. یک تثبیت‌کننده باید به عملکرد ویدئویی اضافه شود تا جلوی از بین رفتن تصویر را که یک جراح یا همکارانش نگاه کند، بگیرد.
4. عمر باتری را می‌توان با استفاده از باتری خارجی گسترش داد.
5. کنترل کردن دستگاه یا برنامه‌ها از دستگاه دیگر، به دلیل محیط استریل مورد نیاز است.
6. متن به گفتار ("توجه داشته باشید" به Evernote) نشان داد نرخ اصلاح ۶۰ درصد، بدون اضافه کردن اصطلاحنامه پزشکی.
7. پروتکل یا چک لیست نمایش داده شده در صفحه Google Glass می‌تواند در طول مراحل مفید باشد. [نیازمند منبع]

دکتر فیل هاسلام و دکتر سباستین مافلد نخستین مفهوم Google Glass را در زمینه رادیولوژی مداخلات نشان دادند.
آن‌ها نشان دادند که مفهوم Google Glass می‌تواند به بیوپسی کبدی و فیستولاپلاستی کمک کند و این جفت نشان دادند که عینک گوگل توانایی بهبود ایمنی بیماران، آسایش اپراتور و ایجاد بازده در زمینه رادیولوژی را دارا است.
در ژوئن ۲۰۱۳، دکتر رافائل گروسمن جراح، اولین فردی بود که عینک گوگل را درعمل جراحی ادغام کرد، زمانی که دستگاه را در طی یک روش گاستروستومی (Endometrial Endoscopic Gastrostomy) EEG استفاده کرد.
در اوت ۲۰۱۳، عینک گوگل نیز در مرکز پزشکی Wexner در دانشگاه ایالتی اوهایو مورد استفاده قرار گرفت. جراح دکتر کریستوفر کایدر از عینک گوگل برای مشورت با یک همکار در بخش دورافتاده کلمبوس، اوهایو استفاده کرد.
گروهی از دانشجویان کالج پزشکی دانشگاه ایالتی اوهایو نیز این عملیات را بر روی کامپیوترهای لپ تاپ خود مشاهده کردند. به دنبال این روش، کیدینگ اظهار داشت: "صادقانه بگویم، هنگامی که ما در جراحی قرار گرفتیم، اغلب حضور دستگاه را فراموش کردم. این تصاویر بسیار واقعی و کاملاً یکپارچه به نظر می‌رسید. "
در ۱۶ نوامبر ۲۰۱۳، در سانتیاگو دو شیلی، تیم جراحی فک و صورت که به رهبری  آنتونیو مارینو برگزار شد، اولین جراحی ارتوآنتیو را با کمک عینک گوگل در آمریکای لاتین انجام داد،
در تعامل با آن‌ها و همکاری با ناوبری سه بعدی همزمان. تیم جراحی توسط رسانه رادیو ADN و روزنامه LUN مصاحبه شد.
در ژانویه سال ۲۰۱۴، جراح ارتوپدی هند Selene G. Parekh عمل جراحی پا و مچ پا را با استفاده از عینک گوگل در جیپور انجام داد که از طریق اینترنت در وب سایت گوگل پخش شد.
این جراحی در طی یک کنفرانس سالانه سه روزه هند و آمریکا برگزار شد که توسط تیمی از کارشناسان ایالات متحده برگزار شد و توسط دکتر اشیش شرما برگزار شد. شارما می‌گوید عینک گوگل اجازه می‌دهد بدون نگاه کردن اسناد بیمار از X-Ray یا MRI نگاهی بیندازد و اجازه می‌دهد یک پزشک بتواند در طول یک جلسه با خانواده یا دوستان بیمار ارتباط برقرار کند.
"تصویری که پزشک از طریق Google Glass می‌بیند، در اینترنت پخش می‌شود. این یک تکنولوژی شگفت‌انگیز است.
پیش از این، در طی جراحی‌ها، برای نشان دادن چیزی به افراد دیگر، ما مجبور بودیم در حال حرکت باشیم و فیلمبردار مجبور بود که حرکت کند و زاویه‌های مختلفی بگیرد. در طول این، شانس عفونت وجود دارد؛ بنابراین، در این تکنولوژی، تصویری که دکتر با استفاده از Google Glass دیده می‌شود، توسط همه افراد در سراسر جهان دیده می‌شود. " 

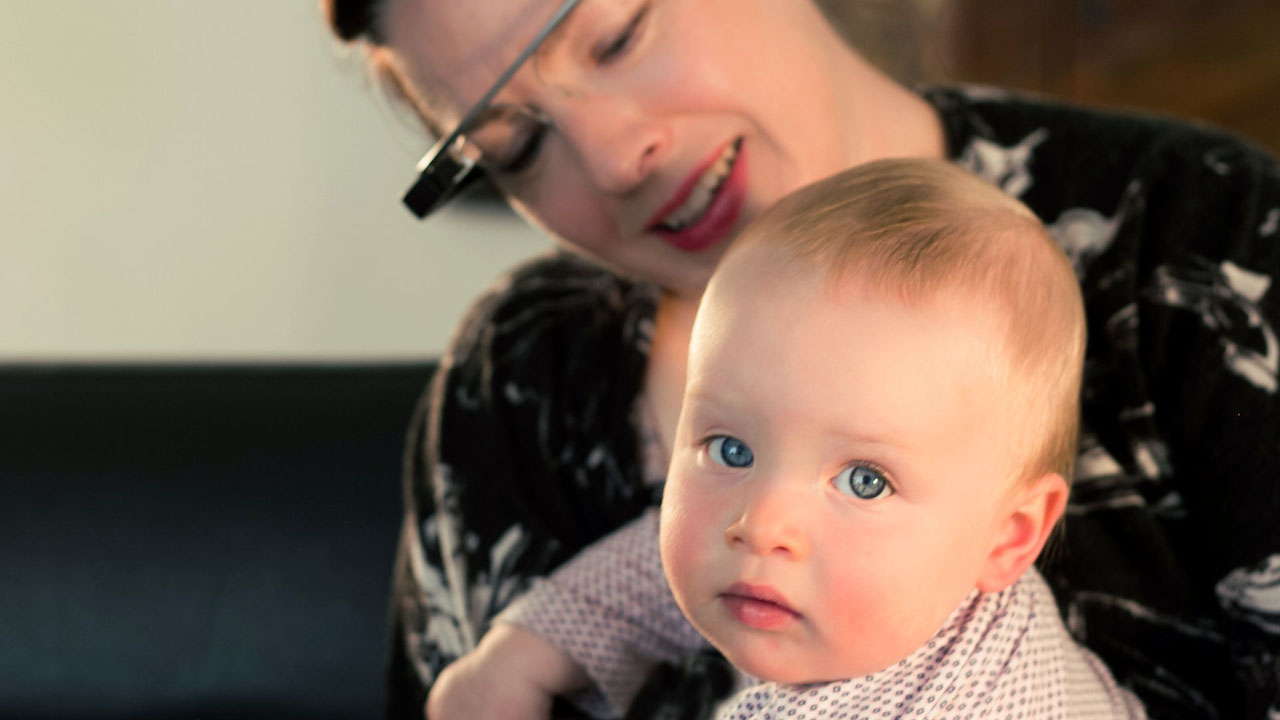
نوزاد ایو با جورجیا برای پروژه حمایت از تغذیه با شیر مادر

در استرالیا، در ماه ژانویه سال ۲۰۱۴، شرکت ملبورن اسمال ورلد، با شرکت انجمن تغذیه شیر مادر استرالیا، برای اولین بار از عینک گوگل برای تغذیه با شیر مادر استفاده کرد.
این برنامه، به نام تست عینک گوگل برای تغذیه شیر، به مادران اجازه می‌دهد که در هنگام مشاهده دستورالعمل‌های مربوط به مسائل مربوط به شیردهی (بند شدن وضعیت شیردهی و غیره) شیر دهند یا از یک Google Hangout امن، که می‌توانند این مشکل را از طریق مادر بررسی کنند.
تست دوربین گوگل با موفقیت در ماه آوریل ۲۰۱۴ در ملبورن انجام شد و ۱۰۰٪ از شرکت کنندگان با اطمینان شیردهی داشتند. پروژه حمایت از تغذیه شیر مادر در سطح جهانی
تکنیک‌های مختلف برای دیدن از طریق HMDs وجود دارد. بسیاری از این تکنیک‌ها را می‌توان به دو خانواده اصلی تقسیم کرد: «آینه منحنی» (یا منحنی ترکیب کننده) بر اساس و «موجک» یا «راهنمای نور». تکنیک آینه در EyeTaps، توسط Meta در Meta 1، توسط Vuzix در محصولات Star 1200 خود، توسط Olympus و توسط Laster Technologies استفاده شده‌است.
یکی از انواع رایج تر انواع نمایشگرهای آینهٔ منحنی نمایشگر اپتیکال birdbath است.
صفحه نمایش birdbath ترکیبی از شکاف پرتو و یک آینه کروی /ترکیب کننده، اجازه می‌دهد تا برای یک میدان بسیار گسترده‌ای از دید استفاده شود.
تکنیک‌های موجبر متعدد برای مدتی وجود داشته‌است. این تکنیک‌ها شامل اپتیک پراش، اپتیک هولوگرافی، اپتیک پلاریزه، اپتیک بازتاب و طرح بندی است:
- موجبرهای نازک - عناصر گرینگ پراکنده (nanometric 10E-9). نوکیا اکنون در اختیار Vuzix است.
- موجبر هولوگرافی - ۳ عنصر نوری هولوگرافی (HOE) با هم (RGB). توسط سونی و کونیکا مینولتا مورد استفاده قرار می‌گیرد.
- موج فلزی پلاریزه - ۶ بازتابنده چند لایه پوشش (۲۵–۳۵) در ساندویچ شیشه ای. طراحی شده توسط Lumus.
- موجبرده بازتابنده - راهنمای نور ضخیم با آینه نیمه بازتابنده تک. این تکنیک توسط اپسون در محصولات Moverio مورد استفاده قرار می‌گیرد.
- موج شکن Reflecting "Clear-Vu" - بازتابنده‌های پلی اتیلن پلاستیکی تک و یکپارچه و پوشش‌های معمولی که توسط Optinvent تولید شده اند و در محصولات ORA مورد استفاده قرار می‌گیرند.
- موجبر جابجایی - توسط آزمایشگاه SBG توسعه یافته‌است.
- صفحه نمایش شبکیه مجازی (VRD) - همچنین به عنوان یک صفحه نمایش شبکیه اسکن (RSD) یا پروژکتور شبکیه (RP) شناخته شده‌است، فناوری صفحه نمایش است که یک راستر (مانند یک تلویزیون) به‌طور مستقیم بر روی شبکیه چشم کار می‌کند. توسعه یافته توسط  MicroVision، وارز . .

The Castrys Technical Illusions از تکنیک‌های مختلف با شیشه‌های روشن استفاده کرده‌است. عینک دارای یک پروژکتور است و تصویر با یک سطح بازتابنده به چشم بازگردانده می‌شود.
عینک آفتابی هوشمند که قادر به تغییر خواص فیلتر نوری در زمان اجرا هستند، عموماً از تکنولوژی کریستال مایع استفاده می‌کنند. همان‌طور که شرایط روشنایی تغییر می‌کند، مثلاً زمانی که کاربر از داخل خانه به خارج از منزل بیرون می‌رود، نسبت روشنایی نیز تغییر می‌کند و می‌تواند باعث اختلال چشمگیر نامطلوب شود. یک راه حل جذاب برای غلبه بر این مسئله این است که فیلترهای کم نور را به عینک‌های هوشمند هوشمند اضافه کنید که میزان نور محیط را به چشم کنترل می‌کند. LC-Tec PolarView یک مولکول نوآورانه کریستال مایع برای استفاده در لنزهای عینک آفتابی هوشمند است. PolarView کنترل کم نورکننده را ارائه می‌دهد، که میزان نوردهی توسط یک ولتاژ دیسک اعمال شده تنظیم می‌شود.
نوع دیگری از عینک آفتابی هوشمند از فیلتر انحرافی قطبی (ADF) استفاده می‌کند. عینک آفتابی هوشمند نوع ADF می‌تواند ویژگی‌های فیلتر کردن قطبش خود را در زمان اجرا تغییر دهد. برای مثال، عینک آفتابی هوشمند نوع ADF می‌تواند از فیلتر کردن قطبش افقی تا فیلتر کردن قطبش عمودی با لمس یک دکمه تغییر کند.
لنزهای عینک آفتابی هوشمند می‌تواند از سلول‌های انعطاف‌پذیر چندگانه ساخته شود، بنابراین قطعات مختلف لنز می‌توانند خواص اپتیکی مختلف را نشان دهند. برای مثال، بالای لنز را می‌توان با استفاده از الکترونیک پیکربندی کرد تا ویژگی‌های فیلتر قطبی شدن و opacity متفاوت از قسمت پایین لنز را داشته باشد.

## ورودی کنترل اینترفیس کامپیوتر و انسان (HCI)
نمایشگرهای مجهز به صفحه نمایش به عنوان ایستگاه‌های کاری طراحی نشده‌اند و دستگاه‌های ورودی سنتی مانند صفحه کلید و ماوس از مفهوم smartclass عینک‌های هوشمند، پشتیبانی نمی‌کنند. در عوض، ورودی کنترل اینترفیس کامپیوتر و انسان (HCI) باید روش‌هایی باشد که خودشان را تحرک می‌کنند و / یا استفاده از هندزفری خوب هستند. مجموعه گسترده‌ای در رابط کامپیوتر و انسان می‌تواند وجود داشته باشد که به سه دسته اصلی دسته‌بندی شود که دستی، لمسی و ورودی بدون تماس هستند. مثال‌ها به شرح زیر ذکر شده‌اند. توسعهٔ رابط‌های کامپیوتری انسانی در عینک هوشمند در حال حاضر موضوع داغ است. به عنوان مثال، رابط کاربری ترکیبی، اندازه فرم، عامل زمانی، ظرفیت سخت‌افزاری و غیره، چندین چالش هستند که باید حل شوند.
- صفحه لمسی یا دکمه‌ها
- دستگاه‌های سازگار (به عنوان مثال گوشی‌های هوشمند یا واحد کنترل) برای کنترل از راه دور
- تشخیص گفتار
- تشخیص ژست[۵۱]
- ردیابی چشم
- رابط مغز و رایانه

## محصولات

### در حال توسعه
- AiR (واقعیت تعاملی افزوده شده) توسط Atheer Labs - smartglass mobile AR کنترل ژست برای کاربردهای صنعتی
- BG (Beyond Glasses) توسط Meganesuper Co. , Ltd. - صفحه نمایش قابل پوشیدن و قابل تنظیم بر روی عینک‌های تجویزی[۵۲]
- AMA Xperteye - برنامه‌های کاربردی موبایل پیشرفته (AMA Studios) برای رابط کاربری هوشمند قابل تنظیم[۵۳]
- CastAR توسط Illusionsهای فنی - دستگاه پوشیدنی AR برای بازی
- Mirama توسط Brilliantservice Co. , Ltd. - دوربین‌های ژست هوشمندانه پیشرفته واقعیت
- Meta Company "spaceglasses"
- Vuzix "Vuzix M300 و Vuzix M3000، انتظار می‌رود تابستان 2016"[۵۴]
- جهش جادو
- گردنبند هوشمند NeckTec - فرمت جهانی B2B برای عینک‌های AR / رایانه‌های پوشیدنی / ارتباط با باتری‌های بزرگ، گوشی‌های با کیفیت بالا و قابل تنظیم، آرایه‌های میکروفون گسترده و اتصال محکم برای عینک‌های هوشمند سبک.

### جاری
- Airscouter، یک صفحه نمایش مجازی شبکیه ساخته شده توسط برادر Industries[۵۵][۵۶]
- عینک هوشمند Epiphany توسط Vergence Labs، یک شرکت تابعه Snap Inc.
- اپسون Moverio BT-300 و Moverio Pro BT-2000/2200 -عینک‌های واقعیت افزوده توسط اپسون.[۵۷]
- EyeTap - دوربین کار گذاشته شده روی چشک و صفحه نمایش سر (HUD).
- Focal by North - عینک هوشمند سفارشی با یک صفحه نمایش هولوگرافی که تنها می‌توانید با آن ببینید. Focal به شما اجازه می‌دهد متن‌ها را ببینید و به آن‌ها پاسخ دهید، مسیرهای نوبت به نوبت را دریافت کنید، آب و هوا را چک کنید، درخواست Uber، صحبت با Amazon Alexa و موارد دیگر.
- مایکروسافت HoloLens - یک جفت هوشمند شیشه ای با واقعیت مخلوط با صفحه نمایش با کیفیت بالا 3D نوری صفحه نمایش و صدا فضایی توسعه یافته و ساخته شده توسط مایکروسافت، با استفاده از پلت فرم ویندوز هولوگرافی.
- اپراتور ORA-1 - دوربین‌های متصل به چشم و صفحه نمایش (HUD) قابل حمل و به چشم زدن[۵۸]
- Pivothead SMART - «تکنولوژی پیشرفته نرم‌افزاری مدولار»، در اکتبر ۲۰۱۴ منتشر شد[۵۹]
- Recon Snow 2 - دوربین و صفحه نمایش روی چشم نصب شده (HUD) عینک برفی[۶۰]
- Recon Jet - نمایشگر دوربین محکم نصب شده روی چشم و دوربین جلویی (HUD) برای ورزش[۶۱]
- SixthSense - دستگاه بر چشم زدنی AR.
- عینک آفتابی با یک دوربین پوشیدنی جاسازی شده توسط Snap Inc.
- Vuzix - عینک واقعیت افزوده برای بازی‌های 3D، آموزش تولید و برنامه‌های نظامی.
- عینک گوگل - نمایش صفحه نمایش نوری.
- SOLOS - عینک‌های هوشمند برای دوچرخه سواران.
- Everysight Raptor - عینک برای دوچرخه سواران Everysight.

### متوقف شد
- Looxcie - دوربین فیلمبرداری استریمینگ نصب شده بر روی گوش[۶۲]
- عینک BuBBles - عینک واقعیت افزوده توسط آزمایشگاه BuBBles[۶۳]
- Golden i- رایانه ای که روی سر قرار می‌گیرد

## دههٔ ۲۰۱۰

### ۲۰۱۲
- در ۱۷ آوریل ۲۰۱۲، مدیر کل Oakley، کالین بادن اعلام کرد که این شرکت از سال ۱۹۹۷ در مورد ارائه اطلاعات به‌طور مستقیم بر روی لنز کار می‌کند و دارای ۶۰۰ مقاله ثبت شده علمی مربوط به این نوع از تکنولوژی است که بسیاری از آن‌ها در مشخصات نوری قابل کارگیری هستند.[۶۴]
- در تاریخ ۱۸ ژوئن ۲۰۱۲، کانن اعلام کرد سیستم MR (واقعیت مختلط) که به‌طور همزمان اشیای مجازی را با دنیای واقعی در مقیاس کامل و در 3D ادغام می‌کند. برخلاف عینک گوگل، قیمت سیستم MR برای استفاده حرفه‌ای با هدست و سیستم همراه آن ۱۲۵۰۰۰ $ است، و هزینه ۲۵۰۰۰ $ برای تعمیر و نگهداری سالانه انتظار می‌رود.[۶۵]

### ۲۰۱۳
- در MWC 2013 شرکت ژاپنی Brilliant Service، سیستم عامل وایکینگ، که یک سیستم عامل برای HMD است را معرفی نمود، که با Objective-C نوشته شده‌است و از کنترل ژست به عنوان یک فرم اولیه برای ورود استفاده می‌کند. این سیستم شامل یک سیستم تشخیص چهره است و بر روی یک نسخه تجدید نظرشد از عینک‌های Vuzix STAR 1200XL (4999 دلار) استفاده شده‌است که در آن یک دوربین RGB عمومی و یک دوربین عمودی PMD CamBoard را ترکیب کرده‌است.[۶۶]
- در نمایشگاه Maker 2013، این شرکت تازه راه اندازی شده به نام Technical Illusion به رونمایی از عینک واقعیت افزوده CastAR که به خوبی برای یک تجربه عملی از AR مجهز است، پرداخت: با استفاده از دیودهای مادون قرمز بر روی سطح تشخیص حرکت از یک گرز مادون قرمز تعاملی، و مجموعه ای از کویل در پایه آن استفاده می‌شود برای تشخیص RFID چیپ لود شده اشیاء قرار داده شده در بالای آن؛ از پروژکتورهای دوگانه با نرخ فریم ۱۲۰ استفاده می‌کند هرتز و یک صفحه نمایش انعکاسی یکپارچه‌سازی با سیستم‌عامل یک تصویر سه بعدی را فراهم می‌کند که از همه طرف توسط کاربر قابل مشاهده است. یک دوربین که در بالای عینک پروتوتایپ نشسته‌است برای تشخیص موقعیت گنجانده شده‌است، در نتیجه تصویر مجازی بر این اساس تغییر می‌کند که کاربر در اطراف سطح CastAR حرکت می‌کند.[۶۷]
- در کنفرانس D11 2013، شرکت Atheer Labs، شرکت تازه راه اندازی شده، نمونه اولیه خود از عینک واقعیت افزوده 3D را معرفی می‌کند. نمونه اولیه شامل لنز دوتایی، پشتیبانی از تصاویر 3D، یک باتری قابل شارژ، وای فای، بلوتوث ۴٫۰، شتاب سنج، ژیروسکوپ و IR است. کاربر می‌تواند با دستورها صوتی با دستگاه ارتباط برقرار کند و دوربین نصب شده به کاربران امکان می‌دهد با حرکات طبیعی با دستگاه ارتباط برقرار کنند.[۶۸]
- The Orlando Magic, Indiana Pacers و دیگر تیم‌های NBA از عینک گوگل در پلت فرم CrowdOptic استفاده کردند برای افزایش تجربه بازی برای طرفداران.[۶۹]
- اداره اضطراری بیمارستان Rhode Island اولین بخش اورژانس برای آزمایش برنامه‌های Google Glass شد.[۷۰]
- شرکت NeckTec مستقر در لتونی گردنبند هوشمند طراحی شده برای تسهیل توسعه عینک AR را برای انتقال پردازنده و باتری در گردنبند معرفی کرد، بدین ترتیب قاب چهره ظریف و شیک در حالی که قدرت و عمر استفاده از دستگاه AR هم تقویت شده‌است، ساخته شد. گردنبند هوشمند به عنوان دستگاه پخش رسانه ای با ذخیره‌سازی تقریباً نامحدود و به عنوان هدست بلوتوث برای گوشی‌های هوشمند با ذخیره‌سازی تلفن‌های هوشمندانه، عناصر کلیدی برای اتصال AV عینک را ثبت کرده‌است.

### ۲۰۱۸
- اینتل ونت را معرفی کرد، مجموعه ای از عینک‌های هوشمند که طراحی شده‌است، مانند عینک‌های معمولی به نظر می‌رسد و تنها با استفاده از طرح‌ریزی شبکیه نمایش داده می‌شود.[۷۱]
- آزمایشگاه‌های Thalmic یک جفت عینک هوشمند سفارشی با یک صفحه نمایش هولوگرافی (طرح‌ریزی هولوگرافی شبکیه) را معرفی می‌کند که به شما اجازه می‌دهد متن‌ها را ببینید و به آن‌ها پاسخ دهید، مسیرهای نوبت به نوبت را دریافت کنید، آب و هوا را چک کنید، و موارد دیگر. آن‌ها در دو سبک، سه رنگ و با یک گزینه برای نسخه ارائه می‌شوند. Focals از یک حلقه کوچک، به نام Loop، به عنوان یک دستگاه ورودی استفاده می‌کند. هر جفت سفارشی ساخته شده برای پوشنده است که باید در نمایشگاه شمالی در بروکلین یا تورنتو اندازه گرفته شود و در واترلو، انتاریو تولید شود.

## ساختار بازار
شرکت تحلیلی آی اچ اس تخمین زده‌است که محموله‌های عینک‌های هوشمند ممکن است از ۵۰٬۰۰۰ واحد در سال ۲۰۱۲ تا ۶٫۶ میلیون دستگاه در سال ۲۰۱۶ افزایش یابد. براساس یک نظرسنجی از بیش از ۴٬۶۰۰ بزرگسال آمریکایی که توسط فارستر ریسرچ انجام شده‌است، حدود ۱۲ درصد از پاسخ دهندگان مایل به پوشیدن عینک گوگل یا سایر دستگاه‌های مشابه هستند، اگر خدماتی ارائه دهند که منافع آن‌ها را نشان دهد. کسب و کار داخلی بی آی اینتلیجنس انتظار سالانه فروش ۲۱ میلیون عینک گوگل در سال ۲۰۱۸ را دارد. انتظار می‌رود سامسونگ و مایکروسافت نسخه خود را از Google Glass در عرض شش ماه با محدوده قیمت ۲۰۰ تا ۵۰۰ دلار توسعه دهند. گزارش شده که سامسونگ لنزهایی را از لوموس، یک شرکت مستقر در اسرائیل خریداری کرده‌است. منبع دیگر می‌گوید مایکروسافت با ویوزیکس مذاکره می‌کند. در سال ۲۰۰۶، اپل ثبت اختراع خود را برای دستگاه اچ ام دی انجام داد. در ماه ژوئیه سال ۲۰۱۳، مؤسسه آزمایش‌های ای پی ایکس و مدیر عامل براون بالارد اظهار داشت که وی ۲۵ تا ۳۰ شرکت سخت‌افزاری که بر روی نسخه‌های خود از عینک‌های هوشمند کار می‌کنند می‌شناسد، که ای پی ایکس با بعضی از آن‌ها کار می‌کند.
در حقیقت، تنها حدود ۱۵۰ هزار عینک واقعیت افزوده به مشتریان سراسر جهان در سال ۲۰۱۶ به فروش می‌رسد، برخلاف نظر قوی از مدیران اجرایی شرکت‌های فناوری پیشرو که واقعیت افزوده در حال وارد شدن در زندگی ما است. این مشخص‌کننده برخی از محدودیت‌های فنی جدی است که مانع از نصب سازنده‌های تولیدکننده محصول می‌شود که عملکرد را متعادل می‌کند و مشتریان به مصرف روزانه یک دستگاه وابسته به سر تمایل ندارند. این راه حل می‌تواند انتقال باتری، پردازش قدرت و اتصال از قاب عینک واقعیت افزوده به یک دستگاه خارجی متصل به سیم، مانند گردنبند هوشمند باشد. این امر می‌تواند توسعه عینک‌های واقعیت افزوده را که تنها یک صفحه نمایش ارائه می‌دهد افزایش بدهد، آسان، ارزان و شیک.

## پذیرش عمومی برای استفاده تجاری

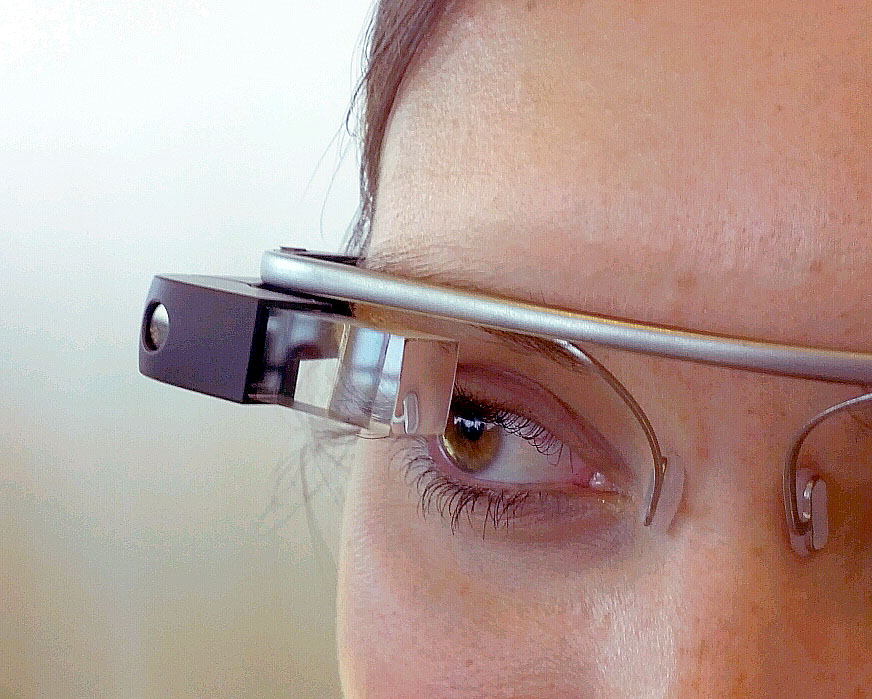
عینک گوگل

### برخورد منتقدانه
در نوامبر ۲۰۱۲، عینک گوگل توسط روزنامهٔ تایم به عنوان یکی از بهترین اختراعات سال ۲۰۱۲، همراه با اختراعاتی مانند کنجکاوی روور به رسمیت شناخته شد. پس از بازدید از دانشگاه کمبریج توسط رئیس هیئت مدیره گوگل اریک اشمیت در فوریه ۲۰۱۳، استاد کالج ولفسبون جان ناتون، عینک گوگل را ستایش کرد و آن را با دستاوردهای سخت‌افزاری و پیشگام شبکه داگلاس انگلبارت مقایسه کرد. ناتون نوشت که انگلبارت معتقد بود که ماشین آلات «باید انجام دهند آنچه را که ماشین آلات بهتر انجام می‌دهند، در نتیجه انسان‌ها آزاد می‌شوند که انجام دهند آنچه را انسان بهتر انجام می‌دهد». لیزا گلدشتاین، روزنامه‌نگار آزاد که کاملاً ناشنوا متولد شد، این محصول را از طرف افراد دارای معلولیت آزمایش کرد و در ۶ اوت ۲۰۱۳ بازبینی را منتشر کرد. گلدشتاین در بررسی خود می‌گوید که عینک گوگل جایگزین سمعک نمی‌شود و برای افرادی که نمی‌توانند صحبت کنند، مناسب نیست. گلدشتاین همچنین گزینه‌های محدودی را برای پشتیبانی مشتری توضیح داد، زیرا تماس تلفنی تنها وسیله ارتباط او بود.
در دسامبر ۲۰۱۳، دیوید داتونا اولین هنرمند بود که عینک گوگل را به یک هنر معاصر تبدیل کرد. این اثر هنری در یک رویداد خصوصی در سمفونی جهانی جدید در ساحل میامی، فلوریدا، ایالات متحده آمریکا برگزار شد و برای افتتاح عمومی به بخش طراحی میامی نقل مکان کرد. بیش از ۱۵۰۰ نفر از عینک گوگل استفاده کرده‌اند تا آن را تجربه کنند.
پس از واکنش عمومی منفی، در دسترس بودن خرده فروشی عینک گوگل در ماه ژانویه سال ۲۰۱۵ پایان یافت و این شرکت در سال ۲۰۱۷ به مشتریان تجاری تمرکز کرد.

#### نگرانی‌های حریم خصوصی
قابلیت EyeTap و ظاهر مینیمالیستی نسبت به EyeTap استیو مان مقایسه شده‌است و نیز به عنوان "شیشه" یا "Glass Glass Eye"شناخته شده‌است، اگر چه گوگل شیشه نسل یک شیشه در مقایسه با EyeTap است که "نسل چهار شیشه ای" است. با توجه به‌مان، هر دو دستگاه را تحت تأثیر قرار هر دو حفظ حریم خصوصی و محرمانه بودن با معرفی یک دو طرفه نظارت. نگرانی توسط منابع مختلف در مورد نفوذ به حریم خصوصی افزایش یافته، و رسوم و اصول استفاده از دستگاه در مکان‌های عمومی و ضبط مردم بدون اجازه آنها. یک جدال بر سر این که Google Glass به دلیل مشکلات امنیتی و دیگر موارد، حقوق حریم خصوصی را نقض می‌کند.
طرفداران حفظ حریم خصوصی نگران هستند که افرادی که از این عینک استفاده می‌کنند می‌توانند با استفاده از تشخیص چهره افراد غریبه را شناسایی کنند یا مخفیانه مکالمات خصوصی را ضبط کنند. برخی از شرکت‌ها در ایالات متحده، علائم ضد گوگل شیشه ای را در موسسات خود قرار داده‌اند. استفان بالابان، یکی از بنیان‌گذاران شرکت نرم‌افزاری Lambda Labs، در ماه ژوئیه ۲۰۱۳، قبل از انتشار رسمی محصول، بلوک برنامه تشخیص چهره Google را با ساختن سیستم عامل خود، گیر انداخت. سپس Balaban Glassware اسکن شیشه ای را ایجاد کرد که خلاصه ای از مشترکات افراد اسکن شده با کاربر شیشه ای را ایجاد می‌کند، مانند دوستان و منافع متقابل. علاوه بر این، مایکل دی جیوانی Winky را ایجاد کرد، برنامه ای است که کاربر Google Glass می‌تواند یک عکس با یک چشمک زدن خود بگیرد، در حالی که مارک راجرز، یکی از محققان امنیتی اصلی در Lookout، کشف کرد که Glass می‌تواند ربوده شود اگر یک کاربر بتواند فریب دهد به وسیله گرفتن عکس از یک کد QR مخرب.
سایر نگرانی‌ها در مورد قانونی بودن گوگل شیشه در تعدادی از کشورها، به ویژه در روسیه، اوکراین و دیگر کشورهای پس از اتحاد شوروی، افزایش یافته‌است. در ماه فوریه ۲۰۱۳، یک کاربر Google+ متوجه مشکلات حقوقی با Google Glass شد و در مورد مسائل مربوط به جامعه Google Glass در مورد این موضوع اعلام کرد که این دستگاه ممکن است طبق قوانین موجود در روسیه و اوکراین غیرقانونی باشد، زیرا استفاده از ابزارهای جاسوسی ممنوع است زیرا که می‌تواند ویدئو، صوتی یا عکس را به شیوه نامناسب ضبط کند. نگرانی در مورد حفظ حریم خصوصی و امنیت کاربران Google Glass در صورتی که دستگاه به سرقت رفته یا از دست رفته باشد، مشکلی بود بود که توسط کمیته کنگره آمریکا مطرح شد. به عنوان بخشی از پاسخ آن به کمیته دولتی، گوگل در اوایل ماه ژوئیه بیان کرد که در حال کار بر روی یک سیستم قفل است و آگاهی از توانایی کاربران برای از راه دور Google Glass را از رابط وب در صورت گم شدن افزایش داد چندین امکانات استفاده از Google Glass را که از قبل به انتشار عموم مردم رسیده بود را ممنوع کرد، با اشاره به نگرانی در مورد قابلیت‌های احتمالی نقض حریم خصوصی. امکانات دیگر مانند کازینوهای لاس وگاس، گوگل شیشه را ممنوع کردند، با اشاره به تمایل خود برای پیروی از قوانین ایالت نوادا و قوانین بازی رایانه ای که ممنوعیت استفاده از دستگاه‌های ضبط در نزدیکی نقاط قمار را ممنوع کرده‌اند.

#### ملاحظات ایمنی
نگرانی‌ها هنگام استفاده از وسیله نقلیه درحالی‌که وسیله(Google glass) را پوشیده‌اند، افزایش است. در تاریخ ۳۱ ژوئیه ۲۰۱۳ گزارش شد که رانندگی با پوشیدن Google glass احتمالاً در انگلیس ممنوع شده‌است و رانندگی با غفلت تلقی می‌شود، بنابراین یک مجازات معین به دنبال تصمیم وزارت حمل و نقل گرفته شد. در ایالات متحده، نماینده ایالت ویرجینیای غربی، گری جی. هاول در مارس ۲۰۱۳ اصلاحیه ای را علیه ارسال پیام‌ها در هنگام رانندگی معرفی کرد که شامل ممنوعیت استفاده از رایانه‌های پوشیدنی با صفحه نمایش است. هولل در یک مصاحبه بیان کرد: «ابتدایی‌ترین مسئله نگرانی در مورد ایمنی است؛ Glass headset می‌تواند متن یا ویدیو را در زمینه دید شما طراحی کند. من فکر می‌کنم پتانسیل زیادی برای حواس‌پرتی وجود دارد. "
در اکتبر ۲۰۱۳ یک راننده در کالیفرنیا برای «رانندگی با مانیتور قابل مشاهده برای راننده (Google Glass) جریمه شد» بعد اینکه برای سرعت زیاد توسط یک افسر اداره پلیس سن دیگو ماشین را به کنار زد. گزارش شده‌است راننده برای اولین بار بود که برای رانندگی در حالی که Google Glass را پوشیده بود رانندگی می‌کرد. در حالی که قاضی اظهار داشت که «Google Glass تحت عنوان» مجازات و قصد «ممنوعیت رانندگی با یک مانیتور مورد بررسی قرار گرفت»، پرونده به دلیل نبود شواهدی که دستگاه در آن زمان وجود داشت، خارج از دادگاه محاکمه شد. در نوامبر ۲۰۱۳، یک شرکت کانادایی، وندیریکو، یک مطالعه را منتشر کرد که این واقعیت را روشن کرد که شنوایی مبدل هدایت استخوان در هنگام پوشیدن Glass headset بهبود می‌یابد، که می‌تواند برای محافظت از شنوایی کارگرانی را که در محیط کار با صدای بلند کار می‌کنند تشویق به استفاده کند.

#### ملاحظات کارکردی
امروزه اکثر دستگاه‌های واقعیت افزوده به اندازه کافی بزرگ هستند و برنامه‌های کاربردی مانند ناوبری، راهنمای توریستی در زمان واقعی و ضبط، می‌توانند باتری‌های هوشمند هوشمند را در حدود ۱ تا ۴ ساعت تخلیه کنند. با استفاده از سیستم‌های نمایش قدرت با قدرت کمتر (مانند Vaunt)، عمر باتری را می‌توان با استفاده از یک باتری در جای دیگر بدن (مانند یک کمربند یا گردنبند هوشمند همراه) بهبود بخشید.